# Patrick Gaillard
Patrick Gaillard (n. 12 februarie 1952, Paris, Franța) este un fost pilot de Formula 1. De-a lungul carierei a luat startul în 2 curse, niciuna din pole-position. Nu a câștigat nicio cursă și nu a terminat niciodată pe podium, acumulând 0 puncte în întreaga activitate ca pilot de Formula 1.